# Tatarîniv, Horodok
Tatarîniv (în ucraineană Татаринів) este localitatea de reședință a comunei Tatarîniv din raionul Horodok, regiunea Liov, Ucraina.

## Demografie
Componența lingvistică a localității Tatarîniv
     Ucraineană (100%)
Conform recensământului din 2001, toată populația localității Tatarîniv era vorbitoare de ucraineană (100%).